# ボン・ビアン・パリ
グランド・レビュー『ボン・ビアン・パリ』は宝塚歌劇団で上演された舞台作品。併演は『花響楽』。1965年1月1日から1月25日まで宝塚大劇場で専科・月組公演。20場。

## スタッフ
- 作・演出：内海重典
- 音楽：寺田瀧雄、中野潤二、吉野憲治、中川昌、奥村貢
- 音楽指導：溝口尭
- 振付：渡辺武雄、朱里みさを、喜多弘、関幹夫
- 装置：渡辺正男
- 衣装：真野誠二
- 照明：今井直次
- 小道具：生島道正、上田特市
- 効果：村上茂
- 録音：松永浩志
- 演出助手：阿古健、大関弘政
- 振付助手：高木祥次

## 主な出演
- フローベル：美山しぐれ
- オルタンシア夫人：恵さかえ
- ナナ：秩父美保子
- ジュリアン：内重のぼる
- 踊る男：都にしき
- セリーヌ：八汐路まり
- ジュリエット：笹潤子
- ピエール：上月晃
- カストン：古城都
- ロザリー：初風諄
- アルセスト：神代錦